# Cantón francés

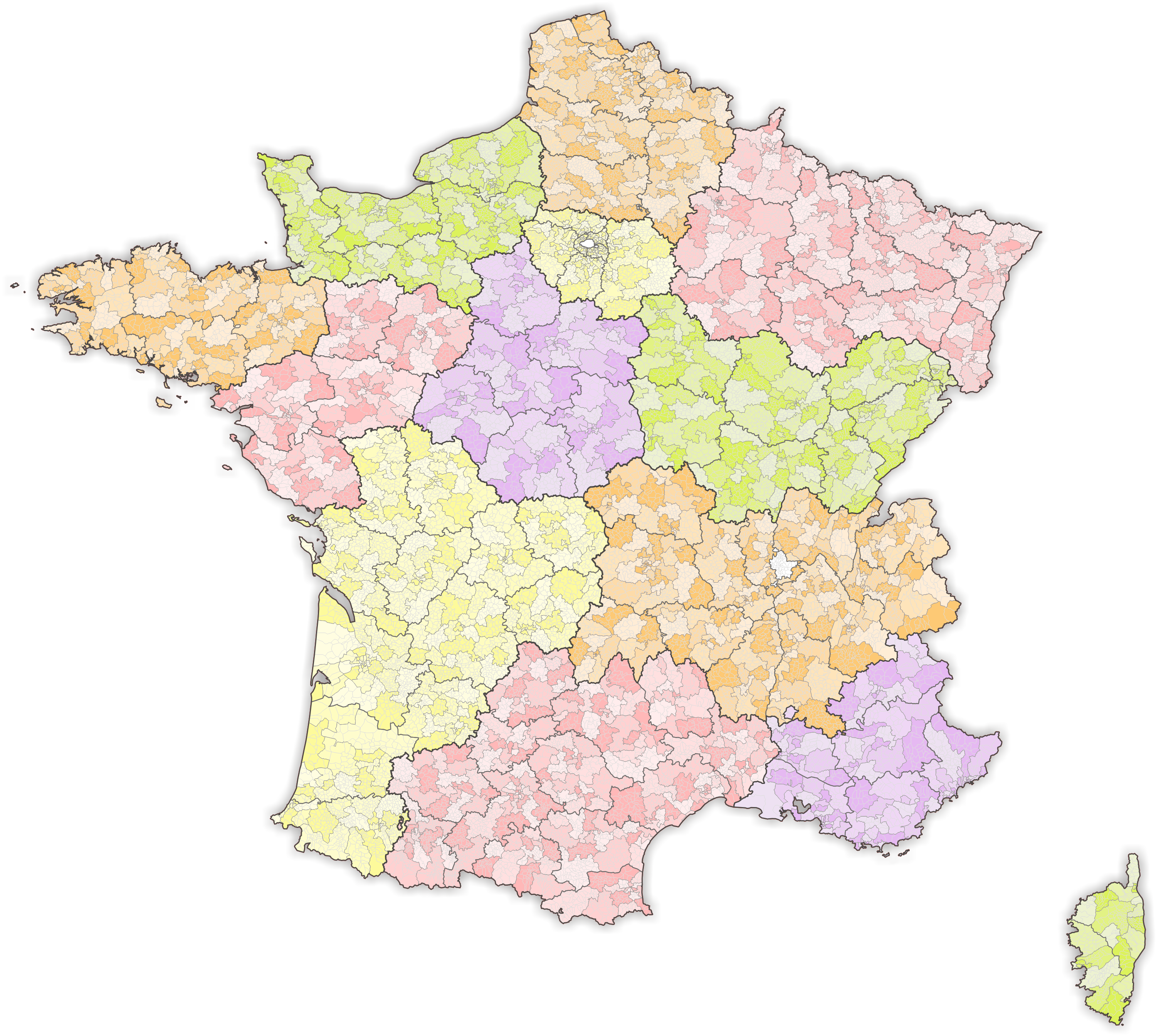
Los cantones de la Francia metropolitana. En el mapa se puden apreciar, de mayor a menor, 4 niveles de gobierno: Región, departamento, distrito y comuna.

En Francia, los cantones son subdivisiones territoriales de los departamentos y arrondissements de la República Francesa.
Aparte de su papel como unidades organizativas en relación con ciertos aspectos de la administración de los servicios públicos y de la justicia, el principal objetivo de los cantones en la actualidad es servir como circunscripciones para la elección de los miembros de las asambleas representativas establecidas en cada uno de los departamentos territoriales de Francia (consejos departamentales, antes consejos generales). Por este motivo, estas elecciones se conocían en Francia como «elecciones cantonales», hasta que en 2015 se cambió su nombre por el de «elecciones departamentales» para coincidir con la denominación de los consejos departamentales.
En 2015, había 2 054 cantones en Francia.
La mayoría de ellos agrupan varios municipios (la división administrativa más baja de la República Francesa), aunque los municipios más grandes pueden estar incluidos en más de un cantón, ya que los cantones -en marcado contraste con los municipios, que tienen entre más de dos millones de habitantes (París) y una sola persona (Rochefourchat)- están pensados para ser aproximadamente iguales en tamaño de población.

## Función y administración de los cantones
El papel del cantón es, esencialmente, proporcionar un marco para las elecciones departamentales. Cada cantón elige a una mujer y a un hombre para representarlo en el consejo departamental del departamento, que es la principal división administrativa de la República Francesa.
En las zonas urbanas, un mismo municipio suele incluir varios cantones. En cambio, en las zonas rurales, un cantón puede incluir varios municipios más pequeños. En este último caso, los servicios administrativos, la sede de la gendarmería por ejemplo, suelen estar situados en la ciudad principal (chef-lieu) del cantón, aunque hay excepciones, como los cantones Gaillon-Campagne y Sarreguemines-Campagne, que tienen en común una «ciudad principal» que no pertenece a ninguno de los dos cantones.
A efectos estadísticos (INSEE), los veinte distritos de París -las subdivisiones administrativas de esa ciudad- se consideran a veces cantones, pero no tienen mayor función electoral.
Los cantones también forman circunscripciones judiciales, como sedes de Tribunaux d'instance o «Tribunales de Primera Instancia». Históricamente, los cantones se denominan justices de paix o «tribunales de distrito».

## Historia
Los cantones fueron creados en 1790, al mismo tiempo que los departamentos, por el Comité Revolucionario de División del Territorio. Eran más numerosos que hoy (entre 40 y 60 por cada departamento). Al principio, los cantones se agrupaban en lo que se llamaba distritos. Tras la abolición del distrito en 1800, fueron reorganizados por el Consulado en arrondissements. A continuación, el número de cantones se redujo drásticamente (entre 30 y 50 unidades) mediante la Loi du 8 pluviôse an IX (28 de enero de 1801), o «Ley de reducción del número de tribunales de distrito», o Loi portant réduction du nombre de justices de paix en francés. Los prefectos de los departamentos recibieron la orden del gobierno de agrupar los municipios dentro de los cantones recién creados. Las listas de los departamentos, una vez aprobadas por el gobierno, se publicaron en el Bulletin des lois en 1801 y 1802; estas listas fueron la base de las divisiones administrativas de Francia desde entonces hasta 2015, aunque se eliminaron cantones con poca población y se crearon nuevos cantones en zonas de fuerte crecimiento demográfico. En general, su número aumentó sensiblemente.
En mayo de 2013 se aprobó una ley que redujo drásticamente el número de cantones. Esta ley entró en vigor en las elecciones departamentales francesas de marzo de 2015. Antes de la reforma cantonal, había 4 032 cantones; después, 2 054, con la supresión de los cantones de Martinica y Guayana. La ley de reforma de 2013 también modificó la representación de los cantones en los consejos departamentales: ahora cada cantón está representado por un hombre y una mujer.